# Broué
Broué is een gemeente in het Franse departement Eure-et-Loir (regio Centre-Val de Loire) en telt 762 inwoners (1999). De plaats maakt deel uit van het arrondissement Dreux.

## Geografie
De oppervlakte van Broué bedraagt 12,1 km², de bevolkingsdichtheid is 63,0 inwoners per km².

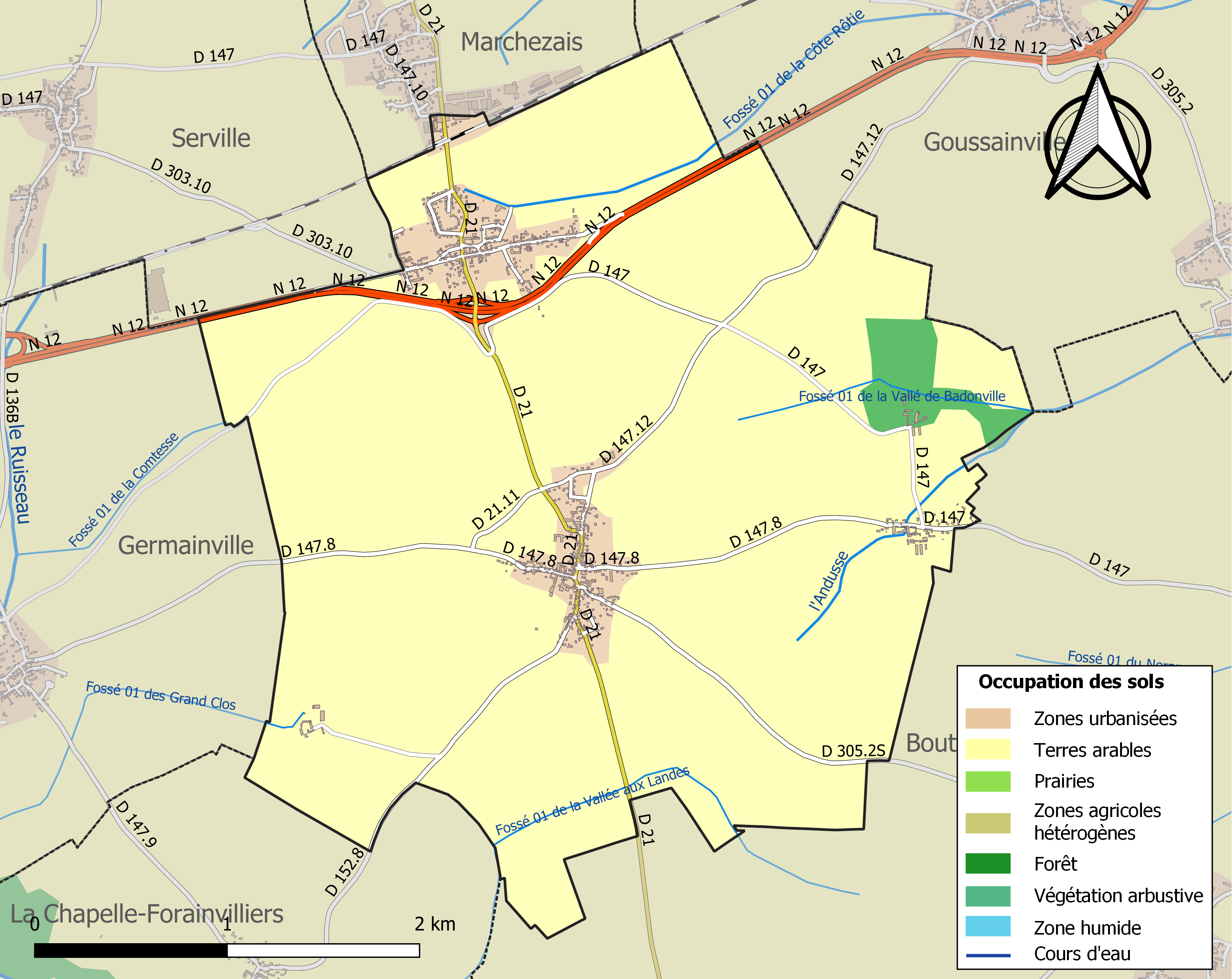
Kaart van de gemeente met de belangrijkste infrastructuur, bodemgebruik en omliggende gemeenten

## Verkeer
Aan de noordzijde van de gemeente bevindt zich het spoorwegstation Marchezais - Broué.

## Demografie
Onderstaande figuur toont het verloop van het inwonertal (bron: INSEE-tellingen).